# LaTeX Project Public License
La Licencia Pública del Proyecto LaTeX (LPPL) no contiene todos los términos de la distribución de LaTeX. No es compatible con la GPL porque tiene requisitos que no están en esta última. 

## La cláusula de los nombres de los archivos/ficheros
Esta licencia incluye restricciones específicas sobre la publicación de versiones modificadas, como el requisito de que los archivos modificados deben ser renombrados.
En el caso de LaTeX, este requisito puede cumplirse con una funcionalidad que permite la correspondencia entre los nombres de dos archivos, lo que facilita el uso del archivo ‘bar’ en lugar del archivo ‘foo’. Sin esta funcionalidad, el requisito podría representar un obstáculo.
La LPPL señala que algunos archivos, en determinadas versiones de LaTeX, pueden estar sujetos a restricciones adicionales. Por lo tanto, es necesario tomar precauciones al crear una versión de LaTeX que se considere software libre.

## Distribución del software
La LPPL establece que la presencia de archivos en un sistema informático accesible por varias personas se considera una distribución del software.
Nota: Estos comentarios están hechos sobre la versión 1.2 (3 de septiembre de 1999) de la LPPL.

## Versiones de la licencia
La licencia LPPL pasó por las siguientes versiones:
- LPPL Versión 1.0 1 de marzo de 1999
- LPPL Versión 1.1 10 de julio de 1999
- LPPL Versión 1.2 3 de septiembre de 1999
- LPPL Versión 1.3 1 de diciembre de 2003
- LPPL Versión 1.3a 1 de octubre de 2004.
- LPPL Versión 1.3b 7 de enero de 2006.
- LPPL Versión 1.3c 20 de mayo de 2006. Dicha versión es actualmente (agosto de 2006) la última.